# Charles H. Haskins
Charles Homer Haskins (1870 - 1937) foi um historiador nascido nos Estados Unidos. Foi conselheiro do presidente americano Woodrow Wilson. É considerado o primeiro historiador medievalista americano.
Seus estudos trouxeram a expressão "Renascimento do Século XII" para a medievalística. Haskins pesquisou o movimento de retomada dos clássicos, sustentando que os monastérios e as escolas cristãs teriam tido um papel mais importante do que o das cidades italianas nos processos de racionalização e secularização. Seu trabalho lançou questões a respeito do surgimento do individualismo, da racionalidade, da secularização, assim como do estabelecimento de uma nova mentalidade crítica no século XII.
Desde a publicação da obra, o debate migrou de uma tentativa de definição do renascimento do século XII para uma busca por compreendê-lo enquanto um processo histórico mais amplo. Ao invés de se falar apenas em secularização, criou-se uma tendência de se pensar novas formas de relacionamento com o sagrado, a partir de uma perspectiva de alteridade. Notou-se também como a individualização impactou a teologia, as artes e as concepções políticas.